# Сидоров, Анатолий Алексеевич (военачальник)
Анатолий Алексеевич Сидоров (род. 2 июля 1958, село Сива, Сивинский район, Пермская область) — советский и российский военачальник, генерал-полковник.
Командующий войсками Западного военного округа (24 декабря 2012 года, и. о. с 9 ноября—10 ноября 2015 года). Начальник Объединённого штаба Организации Договора о коллективной безопасности (2015—2023)

## Биография и военная карьера
В 1975 году окончил Свердловское суворовское военное училище, в 1979 году — Московское высшее общевойсковое командное училище имени Верховного Совета РСФСР, в 1991 году — Военную академию имени М. В. Фрунзе.
Службу проходил командиром разведывательного взвода, командиром разведывательной роты и начальником штаба батальона в Одесском военном округе (1979—1984), начальником штаба батальона в Афганистане (октябрь 1984 — декабрь 1986), командиром батальона в Закавказском военном округе (1986—1988). После окончания Военной академии имени М. В. Фрунзе проходил службу заместителем командира, начальником штаба и командиром мотострелкового полка, начальником штаба 469-го гвардейского окружного учебного Тартуского центра Приволжско-Уральского военного округа (1991—1998).

## Служба в Республике Афганистан
В составе Ограниченного контингента Советских войск в Республике Афганистан проходил службу начальником штаба батальона в 149-м гвардейском мотострелковом Ченстоховском полку 201-й мотострелковой Гатчинской дивизии. За доблесть, проявленную в при выполнении боевых задач награждён орденом Красной Звезды.

## Дальнейшая служба
В 1995 году принимал участие в боевых действиях на территории Чеченской Республике.
В 2000 году окончил Военную академию Генерального штаба Вооружённых сил РФ, проходил службу в Дальневосточном военном округе командиром мотострелковой дивизии, заместителем командующего и начальником штаба армии, 12 июня 2006 года был назначен командующим 5-й общевойсковой армией, в 2008 году — заместителем командующего войсками округа, 22 октября 2009 года начальником штаба — 1-м заместителем командующего войсками Дальневосточного военного округа. Через год, в связи с военно-административной реформой в Вооружённых Силах и упразднением Дальневосточного военного округа, занял аналогичную должность в Восточном военном округе, на которой находился до 2012 года.
Звание генерал-лейтенанта получил в 2007 году, по случаю чего, 25 июля 2007 года присутствовал на торжественном мероприятии в Георгиевском зале Большого Кремлёвского дворца.
В конце октября 2012 года был назначен начальником штаба — 1-м заместителем командующего войсками Западного военного округа, сменил на этом посту адмирала Николая Максимова.
9 ноября 2012 года назначен временно исполняющим обязанности, а 24 декабря 2012 года указом Президента РФ назначен командующим войсками Западного военного округа. 27 декабря, в Доме офицеров Западного военного округа в Санкт-Петербурге А. А. Сидорову, как новому командующему, вручили штандарт командующего войсками округа. Он получил его из рук своего предшественника, на тот момент уже 1-го заместителя Министра обороны РФ, Аркадия Бахина.
20 февраля 2013 года присвоено воинское звание генерал-полковника.
Эксперты «Bellingcat» относят Анатолия Сидорова к числу тех россиян, которые отвечали за транспортировку ЗРК «Бук» на территорию Донбасса, неконтролируемую Украиной, и за пуск ракеты, которая, по их утверждению, сбила самолёт Боинг MH17 17 июля 2014 года.
В сентябре 2015 года главы государств ОДКБ единогласно предложили кандидатуру генерал-полковника Анатолия Сидорова на должность начальника Объединённого штаба организации Договора о коллективной безопасности. Указом Президента Российской Федерации от 10 ноября 2015 года назначен начальником Объединённого штаба ОДКБ, приступил к исполнению обязанностей 23 ноября 2015 года. В ноябре 2023 года освобождён от должности.

## Санкции
17 марта 2014 года из-за аннексии Крыма был включён в санкционный список всех стран Евросоюза так как «отвечал за часть российского военного присутствия в Крыму» и «помогал крымским властям в предотвращении массовых демонстраций против проведения референдума о вхождения в состав России». По аналогичным основаниям был включён в санкционные списки Канады, Великобритании, Швейцарии и Украины. Из-за вторжения России на Украину попал под санкции Австралии.

## Семья
Анатолий Сидоров женат, у него три дочери — Екатерина, Виктория и Анастасия.

## Награды
- орден «За заслуги перед Отечеством» IV степени
- Орден «За военные заслуги»
- Орден Красной Звезды (1986)
- Медали СССР
- Медали РФ
- 13 медалей Министерства обороны России
- Заслуженный военный специалист Российской Федерации (2010)[15]
- Именное огнестрельное оружие
- Почётная грамота Президента Российской Федерации (2015)
- Кавалер Императорского Военного Ордена Святителя Николая Чудотворца (от Марии Владимировны)[16]